# Xylophanes crotonis
Xylophanes crotonisr là một loài bướm đêm thuộc họ Sphingidae. Nó được tìm thấy ở Guatemala, Colombia, Venezuela và phía nam đến Bolivia.

## Sự miêu tả

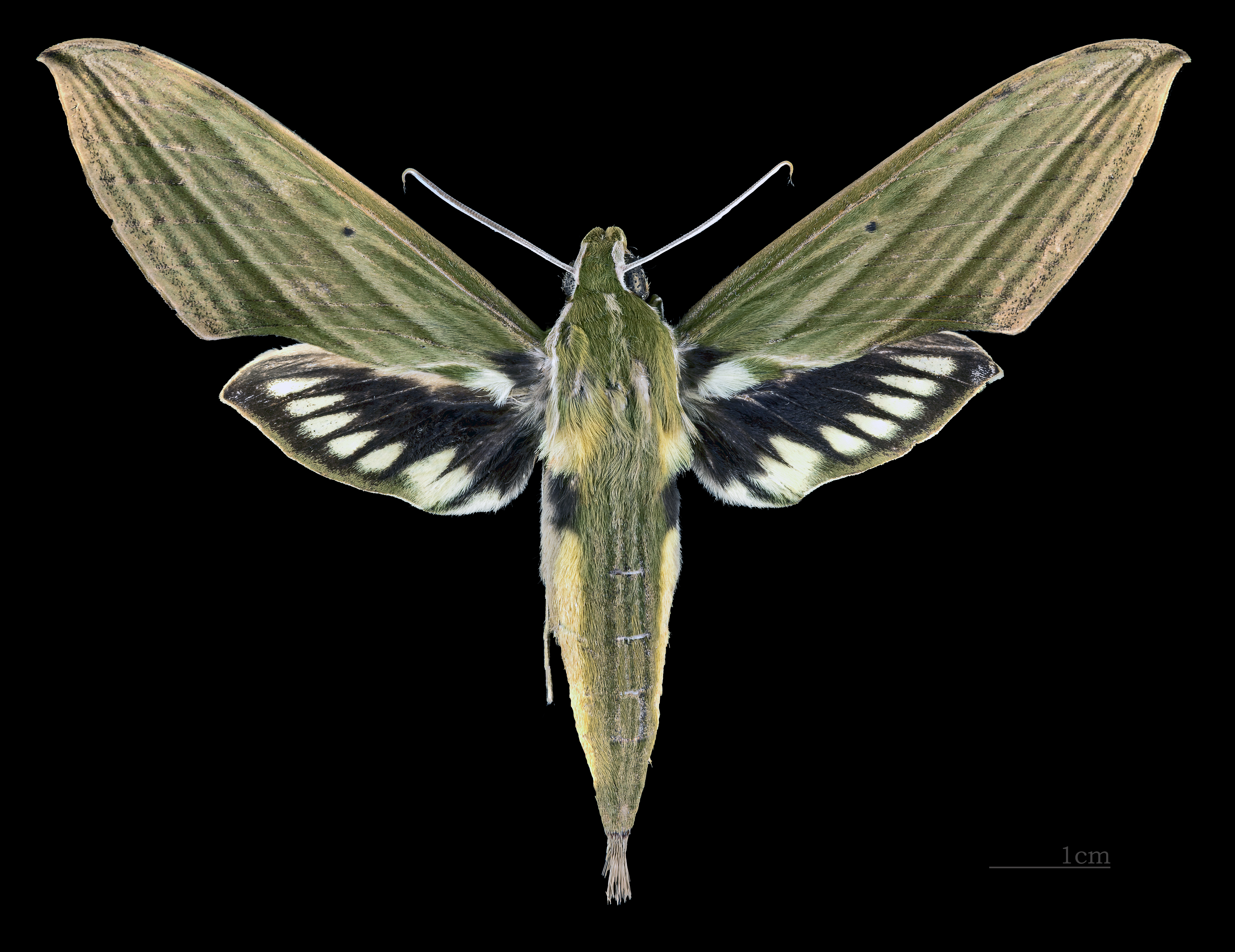
♀
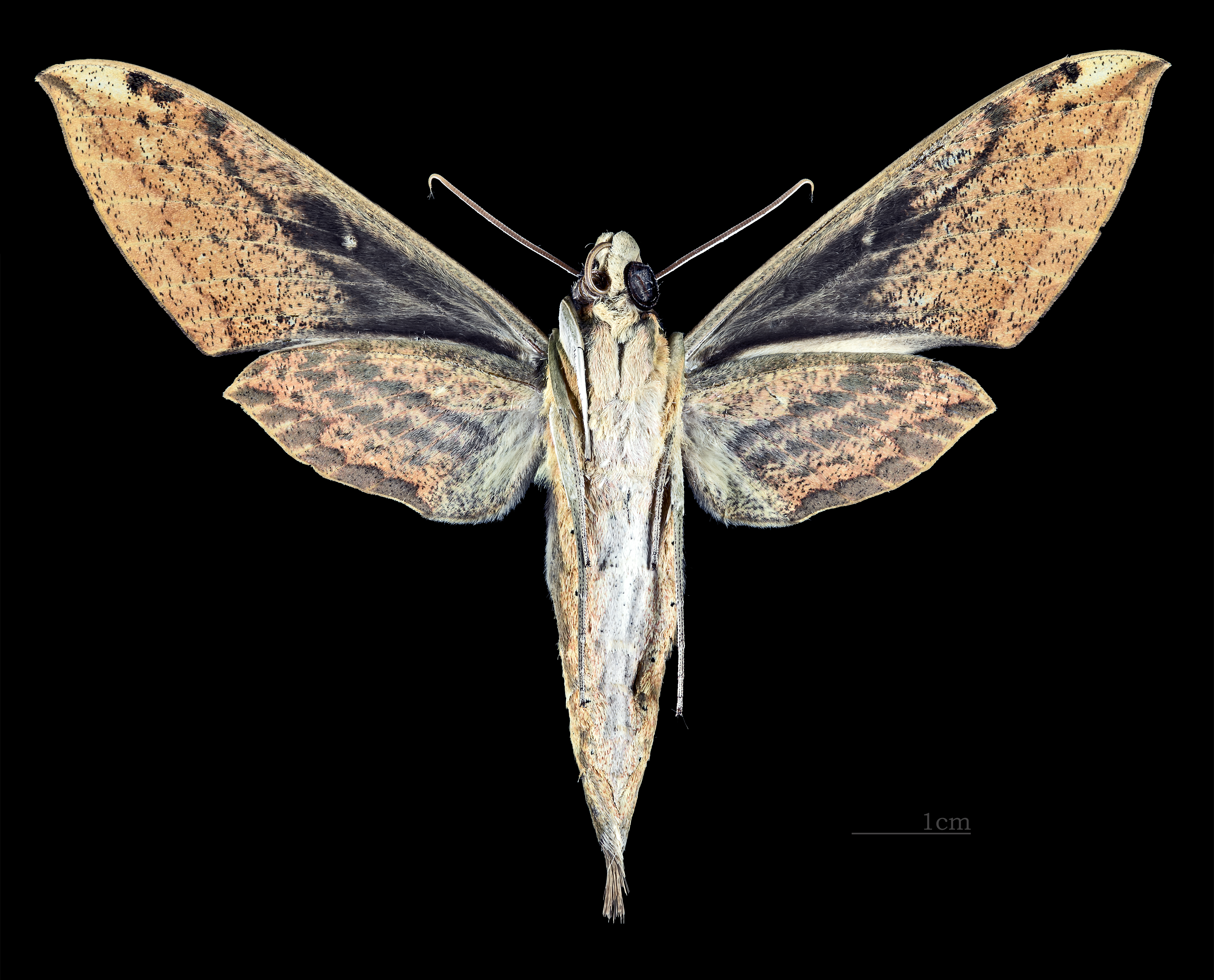
△ ♀